# 수송체 분류 데이터베이스
수송체 분류 데이터베이스(영어: transporter classification database, TCDB)는 국제 생화학·분자생물학 연합(IUBMB)에서 승인한 이온 통로를 포함한 막 수송 단백질 분류 시스템이다.

## 분류
분류의 상위 수준 및 알려진 3D 구조를 가진 단백질의 몇 가지 예는 다음과 같다.

### 1. 이온 토로 및 구멍

#### 1.A α형 통로
- 1.A.1 전압 개폐 이온 통로 슈퍼패밀리
- 1.A.2 내향성 칼륨 통로
- 1.A.3 리아노딘 수용체

## 같이 보기
- 이온 통로
- 막 수송 단백질